# Callicore astarte
Callicore astarte  es una especie de lepidóptero de la familia Nymphalidae. Es originario de América Central y de Sudamérica, donde se distribuye desde México hasta Bolivia y Brasil.

## Subespecies
- Callicore astarte antillena (Trinidad y Tobago)
(sinónimosCatagramma astarte antillana Kaye, 1914 y Diaethria dominicana Scott, 1971. (nom. nud.))
- Callicore astarte astarte (Guayana)
(sinónimos Papilio astarte Cramer, 1779 y Catagramma sinamara Hewitson, 1855)
- Callicore astarte astartoides (Bolivia)
(sinónimo Catagramma astarte astartoides Dillon, 1948)
- Callicore astarte casta (Salvin, 1869) (Oaxaca, México)
(sinónimos Catagramma casta Salvin, 1869 y Callicore casta)
- Callicore astarte codomannus (Brasil)
(sinónimos Papilio codomannus Fabricius, 1781; Catagramma rutila Godman & Salvin, 1883; Catagramma sanguinea Oberthür, 1916 y Catagramma codomannus ab rubra Strascewicz, 1938)
- Callicore astarte lilliputa (Colombia)
(sinónimo Catagramma astarte lilliputa Dillon, 1948)
- Callicore astarte otheres (Colombia)
(sinónimo  Catagramma astarte otheres Fruhstorfer, 1916)
- Callicore astarte panamaensis (Panamá)
- Callicore astarte patelina (Hewitson, 1853) (sur de México, Costa Rica y Guatemala)
- Callicore astarte selima (Guénee, 1872) (Minas Gerais, São Paulo, Santa Catarina, Goiás y Mato Grosso en Brasil)
- Callicore astarte staudingeri (Venezuela)
- Callicore astarte stratiotes (C. & R. Felder, 1861) (Amazonas brasileño)